# چپق‌لو
چپقلو یکی از روستاهای استان همدان است که در دهستان سفالگران بخش لالجین شهرستان بهار واقع شده‌است.این روستا توسط ایل ترک چپقلو در اواخر دوره قره قویونلو که در جنگ با کردهایی که از شمال عراق مهاجرت کرده بودند شکست خوردند و از مهاباد رانده شدند و به مناطق مختلف آذربایجان از جمله همدان مهاجرت کردند.زبان مردم این روستا ترکی آذربایجانی لهجه همدانی است و از شمال روستاهای طاهرلو و ولی محمد ،از غرب گنبدان،از جنوب غربی هارون آباد،از جنوب با شهر لالجین و از شرق جمشید آباد همسایگان آن هستند.